# Marc Torrejón
Marc Torrejón (ur. 18 lutego 1986 w Barcelonie) – hiszpański piłkarz występujący na pozycji środkowego obrońcy. Od 2017 gra w 1. FC Union Berlin. W sezonie 2005/2006 przebywał na wypożyczeniu w drugiej drużynie Málagi. Ma za sobą występy w reprezentacji Hiszpanii U-19 i U-21.